# Spoorbrug Schaarbeek
De spoorbrug Schaarbeek is een spoorbrug in het Brusselse Schaarbeek vlak bij Station Schaarbeek en overspant 4 andere sporen. De brug is onderdeel van de Spoorlijn 36N waar hogesnelheidstreinen zoals de ICE en Eurostar Red gebruik van maken.